# IEEE 802.3ap
IEEE 802.3ap, appelée également Backplane Ethernet, est une norme ratifiée en mars 2007 et appartenant au standard IEEE 802.3 (Ethernet). Celle-ci spécifie la couche PHY selon trois variantes permettant les débits de 1 Gbit/s et 10 Gbit/s jusqu'à une distance entre endpoints (Point d'arrivée) d'au moins un mètre sur backplane (Fond de panier).

## Description
La norme spécifie la couche PHY selon les trois modalités suivantes :
- 1000BASE-KX (Clause 70) : débit de 1 Gbit/s sur une voie série.
- 10GBASE-KX4 (Clause 71) : débit de 10 Gbit/s sur quatre voies.
- 10GBASE-KR (Clause 72) : débit de 10 Gbit/s sur une voie série.